# Тышков, Ростислав Александрович
Ростислав Александрович Тышков — советский хозяйственный, государственный и политический деятель.

## Биография
Родился в 1906 году в Киеве. Член КПСС с 1945 года.
В 1927—1970 гг. — помощник начальника станции на Юго-Западной железной дороге, техник-эксплуатационщик, начальник станции Одесса-Сортировочная, заместитель начальника Ярославской и Свердловской железных дорог, начальник Южно-Уральской железной дороги, начальник Забайкальской железной дороги, начальник Казанской железной дороги, первый заместитель начальника Урало-Сибирского округа железных дорог, заместитель начальника управления МПС СССР, начальник Казанского отделения Горьковской железной дороги.
Делегат XIX съезда КПСС.
Умер в 1982 году.